# 雅娜·诺沃特娜
雅娜·诺沃特娜（捷克語：Jana Novotná，1968年10月2日—2017年11月19日）是一位捷克女子職業網球運動員，她的世界女子職業網球協會（WTA）單打排名為世界第二（1997年7月7日），另外在WTA雙打排名為世界第一（1990年8月21日）。
她在女子網壇中，是一位少見的發球上網型球員，在她的職業生涯將這項特質發揮的很出色。
她曾在1993年首度打進溫布頓網球錦標賽決賽，一度在決勝盤4-2領先，但是因為緊張導致失誤過多，反而決勝盤最終比數4-6被施特菲·格拉芙逆轉擊敗，在1997年再度打入決賽，卻因為緊張的老毛病再犯，將冠軍拱手讓給玛蒂娜·辛吉斯，最終在1998年決賽，打敗法國球員的納塔莉·托齊亞，而奪得個人唯一一座大滿貫單打冠軍。
另外在雙打方面，诺沃特娜獲得12個大滿貫雙打冠軍，3個大滿貫混雙冠軍。
她在1999年宣佈退役。2017年11月19日因癌症病逝，終年49歲。

## 職業生涯
诺沃特娜在1986年轉為職業球員，早年專注於雙打方面，進入90年代後，往單打方面發展，取得不小的成就，打進四次大滿貫決賽，她的教練為一代名將哈娜·曼德利科娃。
1991年，诺沃特娜首度打進澳洲網球公開賽決賽，負於莫妮卡·莎莉絲。
二年後，诺沃特娜在溫布頓網球錦標賽首度打進決賽，她的對手為四屆冠軍施特菲·格拉芙，在第一盤搶七失利後，在決勝盤曾以6-7、6-1、4-1領先，第6局自己的發球局以40-30掌握局點，看似即將掌握勝利，卻因為過於緊張失誤過多，被格拉芙連下5局，而以比分6-7、6-1、4-6落敗。在頒獎典禮上，失落的她在肯特公爵夫人肩膀上哭的泣不成聲，肯特女公爵則安慰她，她總有一天能奪得這個冠軍。
四年後，诺沃特娜在溫布頓網球錦標賽再度打進決賽，她的對手為瑞士美少女玛蒂娜·辛吉斯，先奪下第一盤，卻因為辛吉斯的精準的球路以及在關鍵時刻自亂陣腳的情況，遭到辛吉斯逆轉，與溫布頓冠軍失之交臂。
隔年1998年，诺沃特娜在溫布頓網球錦標賽第三度打進決賽，在晉級過程中力抗新生代球員，八強擊敗維納斯·威廉絲，四強擊敗衛冕冠軍辛吉斯，她的對手為法國老將納塔莉·托齊亞，這次她克服自己的心理障礙，穩紮穩打的把握每一分，最後以6-4、7-62直落二盤擊敗對手，奪得她所夢寐以求的冠軍。
另外在雙打方面，诺沃特娜奪得12個大滿貫雙打冠軍（4個溫布頓、3個法網、3個美網、2個澳網）和4個大滿貫混雙冠軍（2個澳網、1個溫布頓、1個美網），共11度年終雙打排名為前十名內。
诺沃特娜在1988年代表捷克斯洛伐克參加聯邦盃。在奧運會方面，1988年漢城奧運會奪得雙打銀牌、1996年亞特蘭大奧運會奪得單打銅牌與雙打銀牌。

## 退役與逝世
露禾娜於1999年從職業賽退役。她在14年的職業生涯裡，共贏得100個冠軍（24個單打、76個雙打）。
2000年至2002年間，露禾娜為英國廣播公司擔任溫布頓網球錦標賽電視評述員。2005年，露禾娜被列入網球名人堂。2009年起，她出戰溫布頓雙打邀請賽。2010年，她的雙打搭擋是另一位捷克裔名將，她也在娜華蒂露娃對抗乳癌時提供協助。此外，她也有參加其他大滿貫的雙打邀請賽。露禾娜熱心慈善事業，也積極參與教練工作，包括訓練捷克新星巴博拉·克雷吉茨科娃。
露禾娜長居於美國佛羅里達州，至2010年她返回家鄉捷克布爾諾。2017年11月20日，WTA宣佈露禾娜在長期與癌魔搏鬥後，11月19日在家人和朋友的陪同下於家鄉安詳離世。她選擇不向公眾公開她患癌的消息，僅僅通知了她的近親和好友。也是首位公開賽年代女單大滿貫冠軍去世者。

## 大满贯

### 女單冠軍（1）
| 年度 | 賽事         | 場地 | 決賽對手 | 對手國籍 | 勝方比分  |
| 1998 | 溫布頓錦標賽 | 草地 | 托齊亞   | 法國     | 6-4, 7-62 |

### 女單亞軍（3）
| 年度 | 賽事             | 場地 | 決賽對手 | 對手國籍 | 勝方比分       |
| 1991 | 澳洲公開賽       | 硬地 | 莎莉絲   | 南斯拉夫 | 5-7, 6-3, 6-1  |
| 1993 | 溫布頓錦標賽     | 草地 | 格拉芙   | 德國     | 7-66, 1-6, 6-4 |
| 1997 | 溫布頓錦標賽 (2) | 草地 | 辛吉斯   | 瑞士     | 2-6, 6-3, 6-3  |

## 大滿貫單打戰績表
| 大滿貫賽事         | 1986  | 1987  | 1988  | 1989  | 1990  | 1991  | 1992  | 1993  | 1994  | 1995  | 1996  | 1997  | 1998  | 1999  | 生涯參賽次數 |
| ------------------ | ----- | ----- | ----- | ----- | ----- | ----- | ----- | ----- | ----- | ----- | ----- | ----- | ----- | ----- | ------------ |
| 澳洲公開賽         | NH    | A     | 1R    | 3R    | 3R    | F     | 4R    | 2R    | QF    | 4R    | A     | A     | A     | 3R    | 0 / 9        |
| 法國公開賽         | 1R    | 3R    | 1R    | QF    | SF    | QF    | 4R    | QF    | 1R    | 3R    | SF    | 3R    | QF    | 4R    | 0 / 14       |
| 溫布頓錦標賽       | 1R    | 4R    | 2R    | 4R    | QF    | 2R    | 3R    | F     | QF    | SF    | QF    | F     | W     | QF    | 1 / 14       |
| 美國公開賽         | A     | 4R    | 1R    | 2R    | QF    | 4R    | 1R    | 4R    | SF    | QF    | QF    | QF    | SF    | 3R    | 0 / 13       |
| 當季大滿貫參賽次數 | 0 / 2 | 0 / 3 | 0 / 4 | 0 / 4 | 0 / 4 | 0 / 4 | 0 / 4 | 0 / 4 | 0 / 4 | 0 / 4 | 0 / 3 | 0 / 3 | 1 / 3 | 0 / 4 | 1 / 50       |

## 外部連結
- 雅娜·诺沃特娜的国际女子网球协会官方資料（英文）
- 雅娜·诺沃特娜的國際網球總會 職業／青少年 官方資料（英文）
- Fed Cup - Player profile - Jana NOVOTNA (CZE) （页面存档备份，存于）
- Jana Novotna | International Tennis Hall of Fame （页面存档备份，存于）